# Monumento aos Formadores de Nacionalidade
O Monumento aos Formadores de Nacionalidade é um monumento público localizado em Aracaju, Sergipe, Brasil.
Foi construído como forma de homenagem a personalidades da história do país, desde imperadores, princesas e presidentes até líderes quilombolas e de marcos para alguns estados, como Joaquim José da Silva Xavier, Zumbi dos Palmares, Dom Pedro II, José Bonifácio de Andrade e Silva, Joaquim Nabuco, Princesa Isabel, Duque de Caxias, Barão do Rio Branco, Getúlio Vargas e Juscelino Kubitschek.
Localiza-se na orla de Atalaia, e é um dos patrimônios tombados pelo Governo de Sergipe. A Resolução de Tombamento é o Decreto nº 24.148, de 21 de dezembro de 2006.

## História
O monumento foi construído na última gestão de João Alves como governador do Estado de Sergipe.
Sofreu depredação no fim da noite do dia 17 de novembro de 2018, quando as estátuas em bronze de Tiradentes e Zumbi dos Palmares, além da placa da estátua do Marechal Deodoro da Fonseca, foram arrancadas, juntamente com a fiação elétrica dos refletores.

## Galeria de imagens

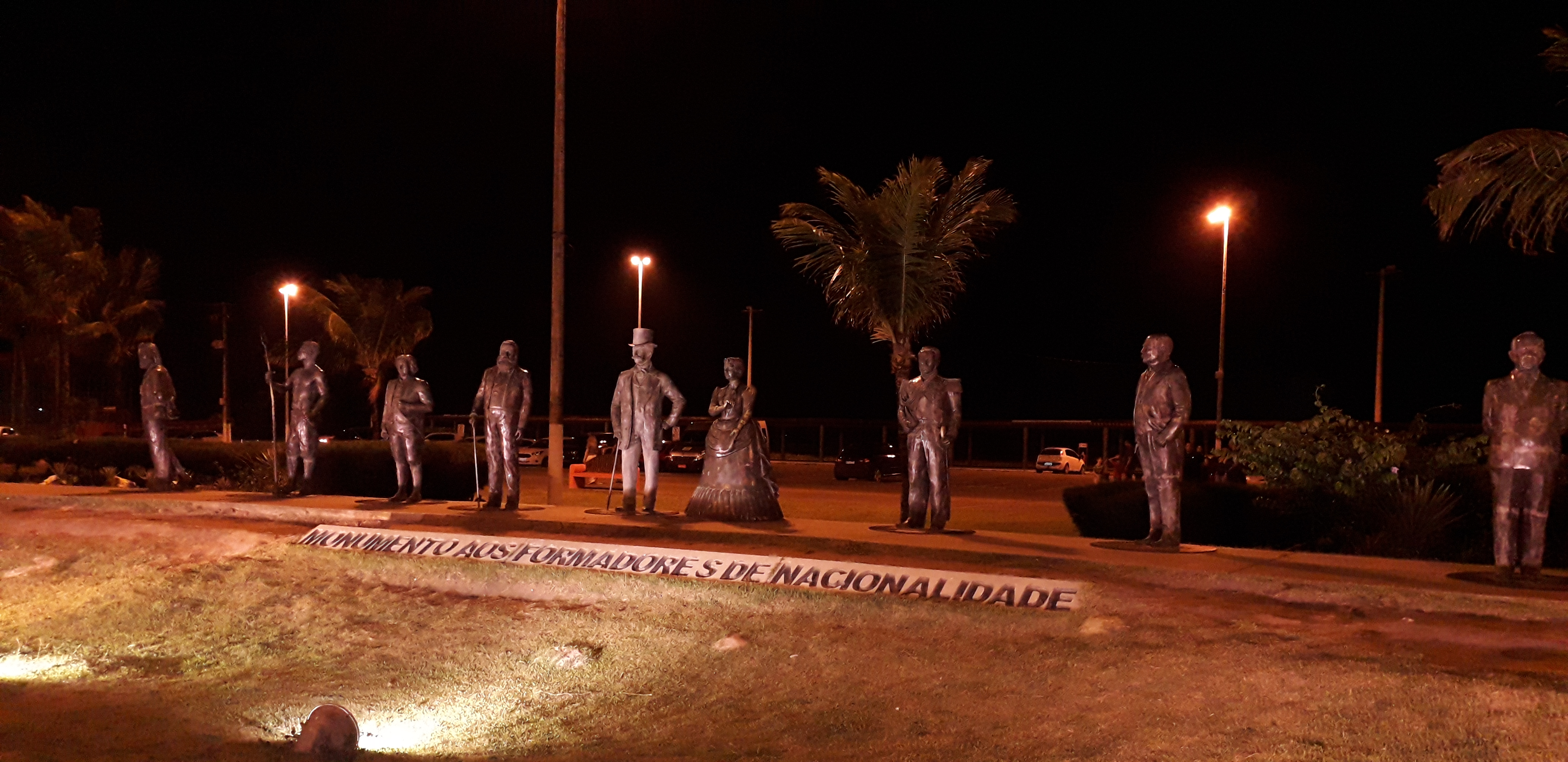
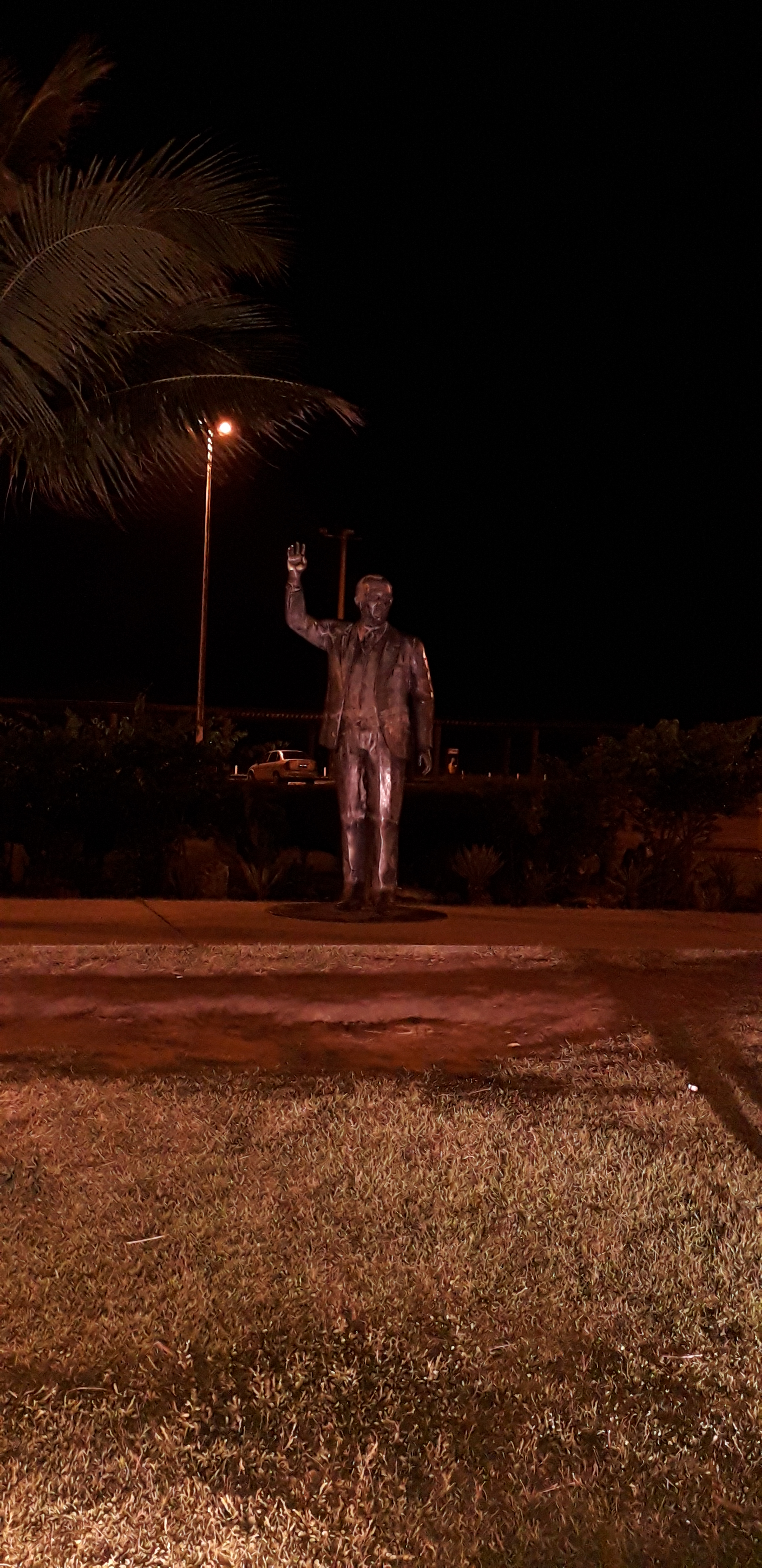
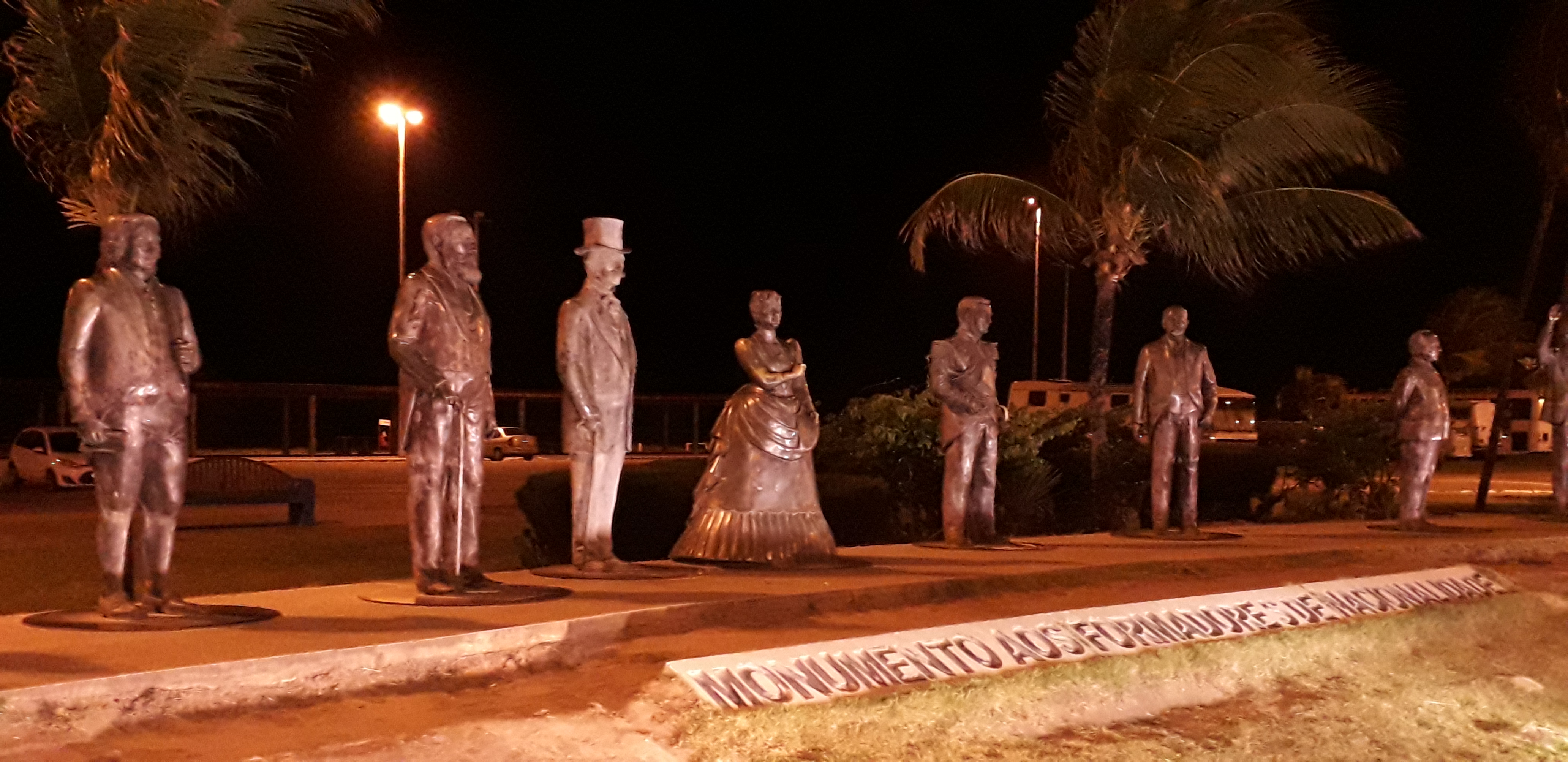
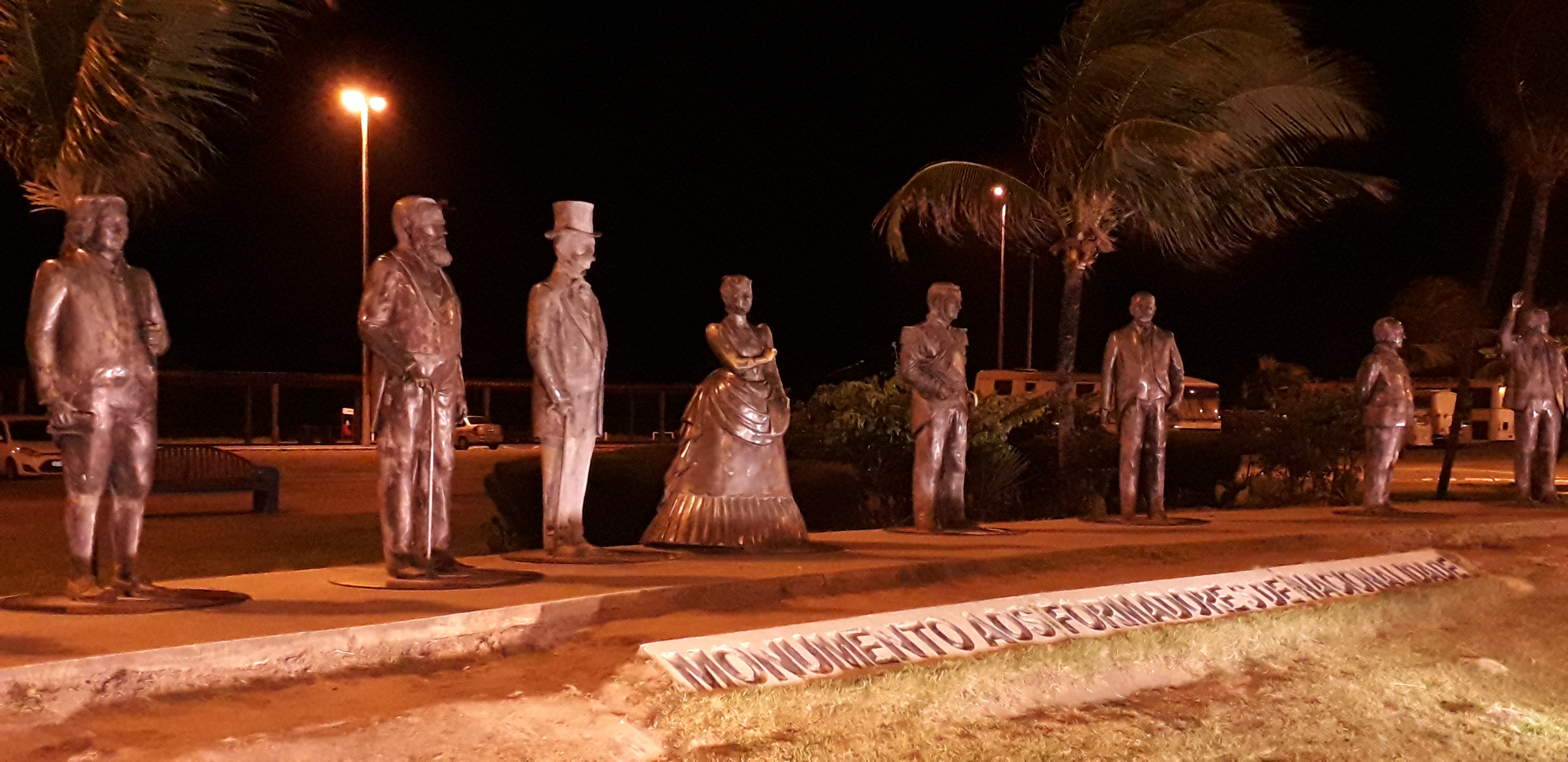
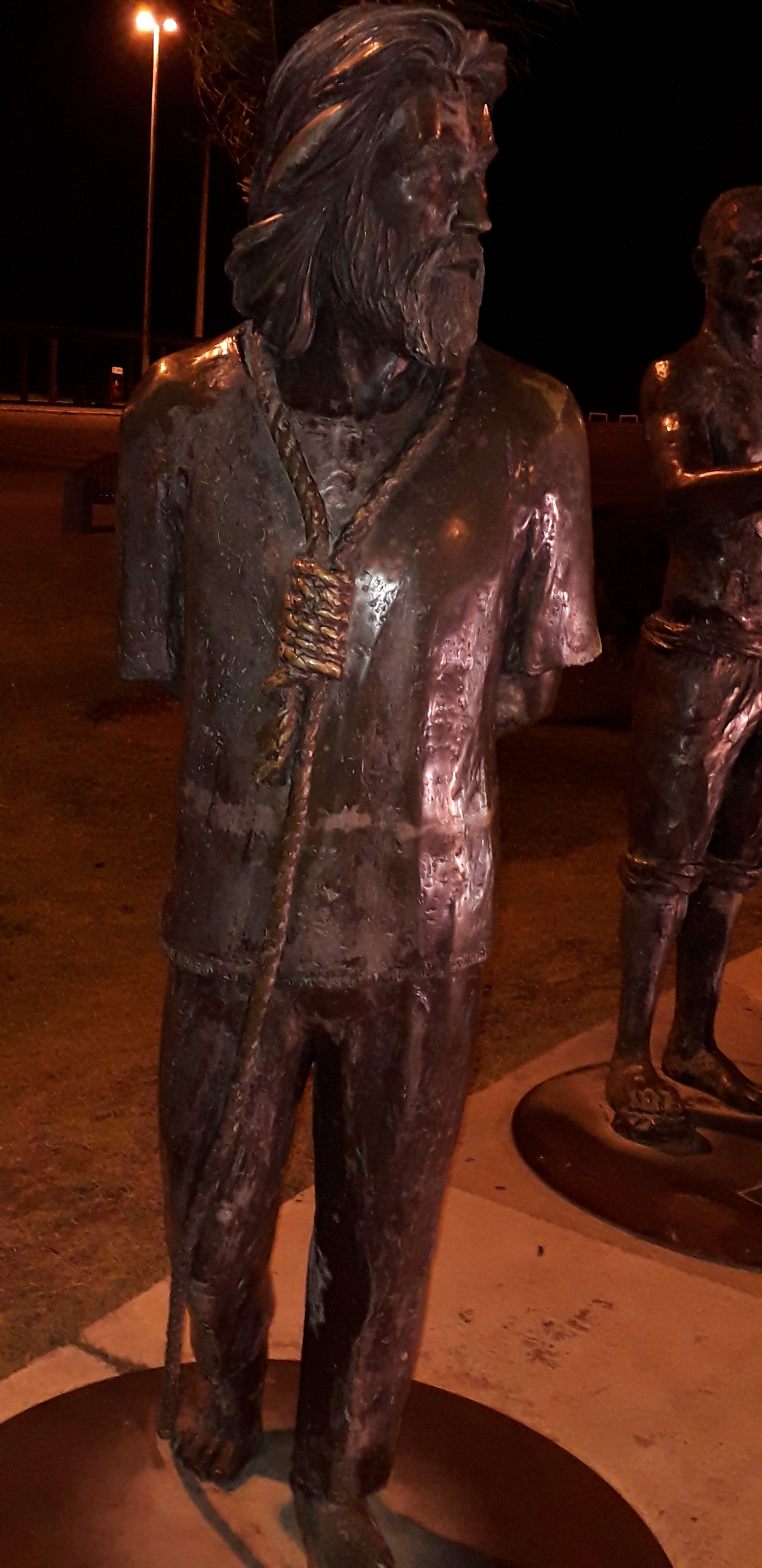
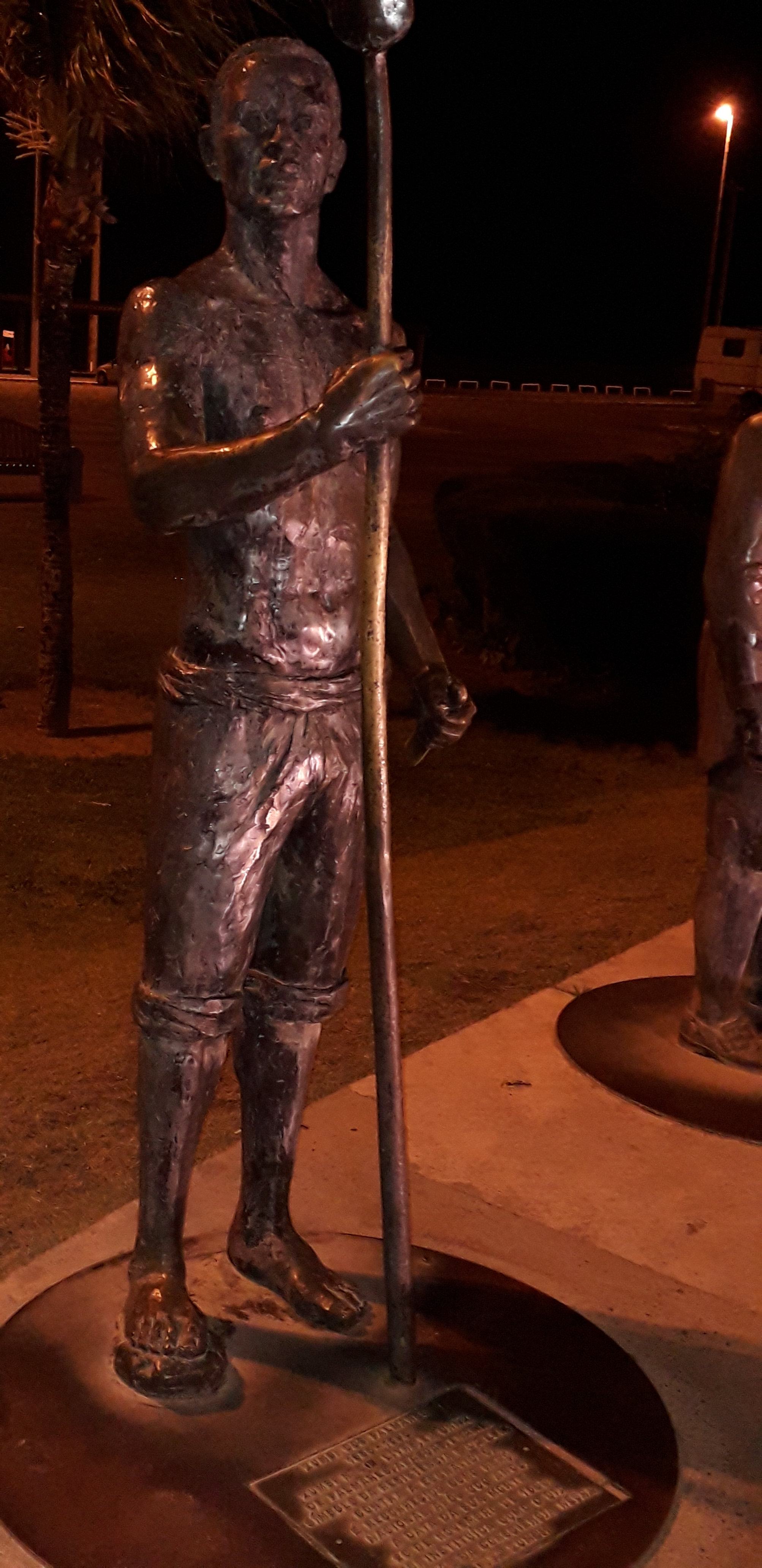
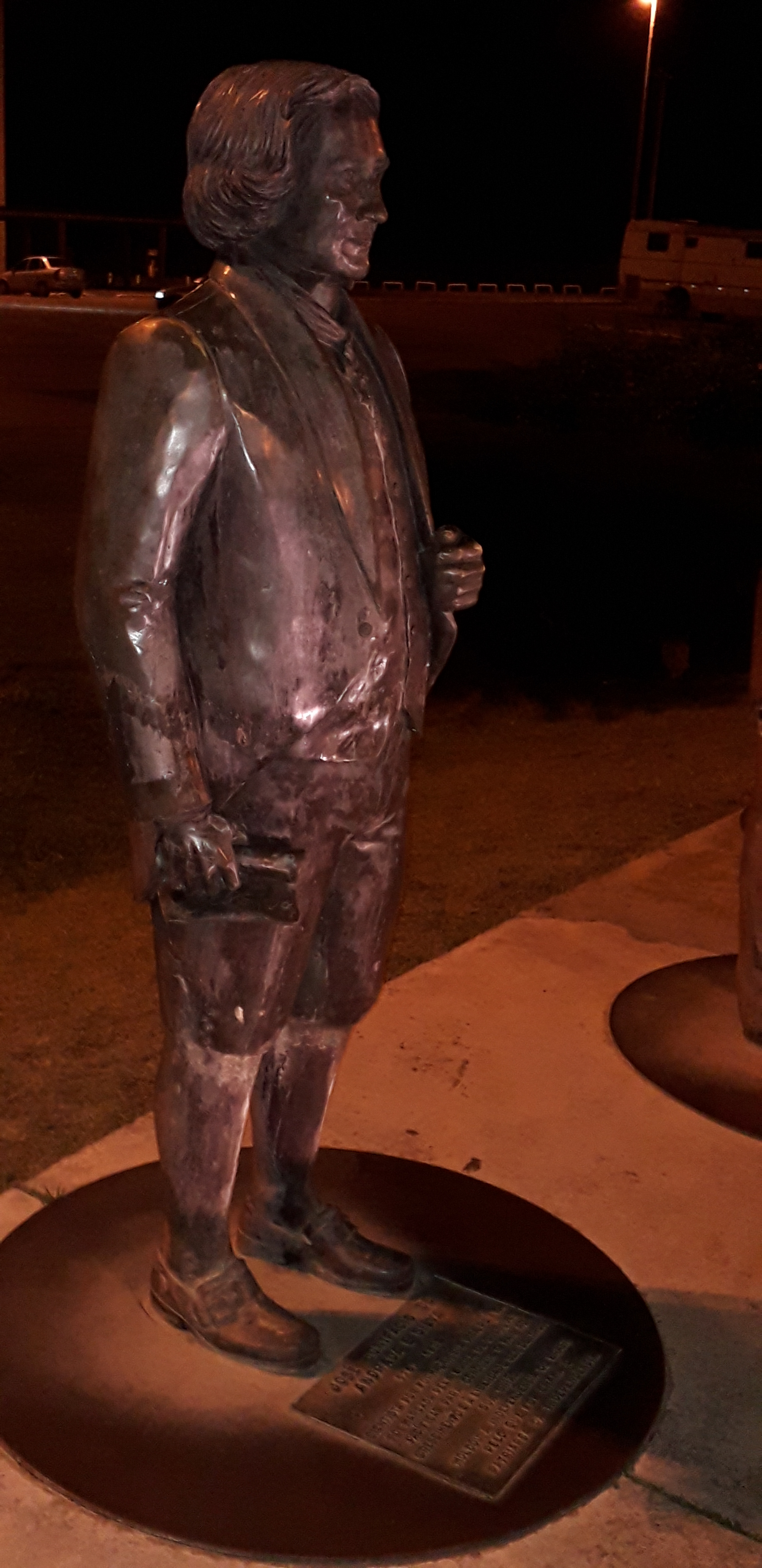
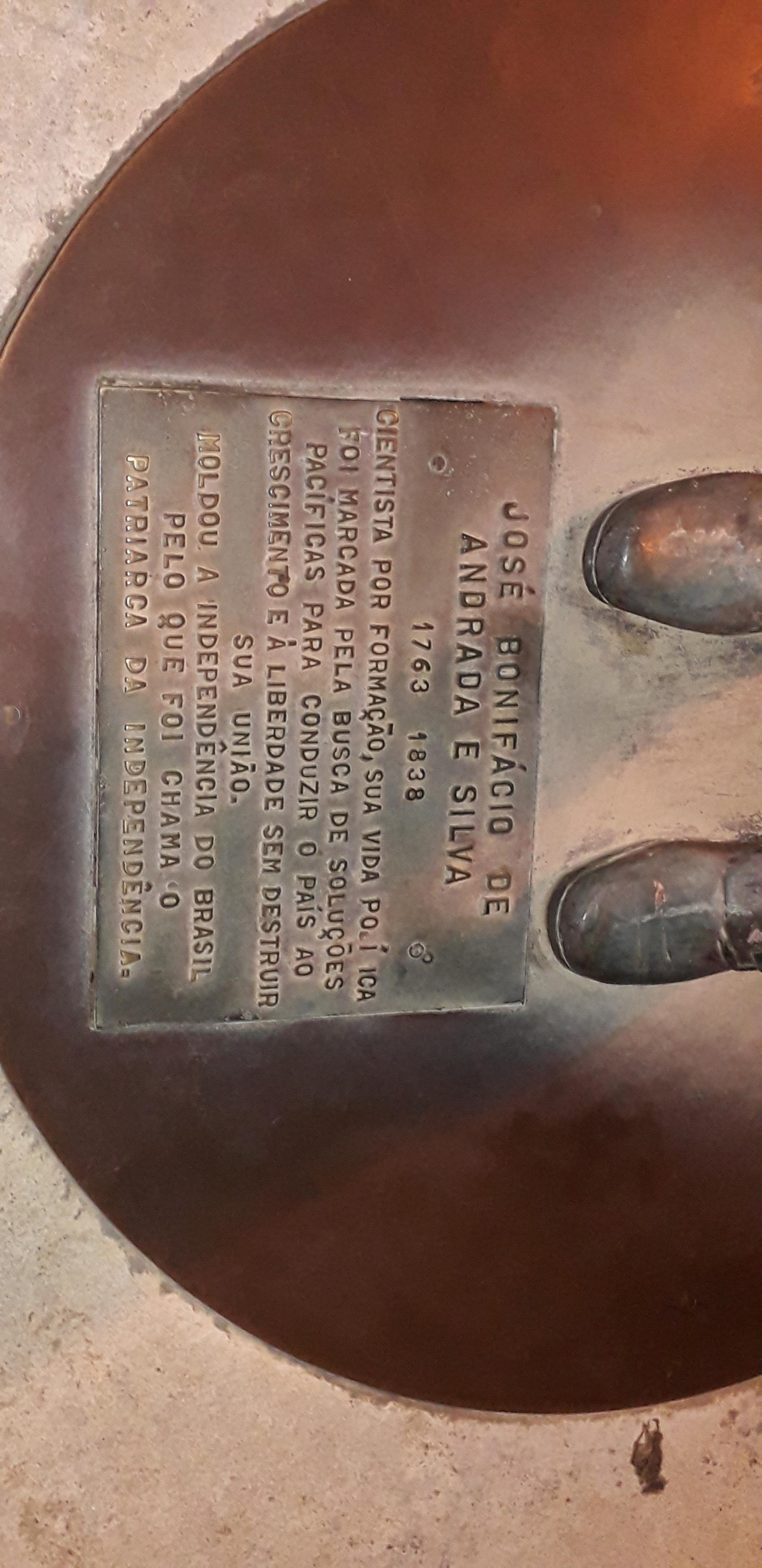
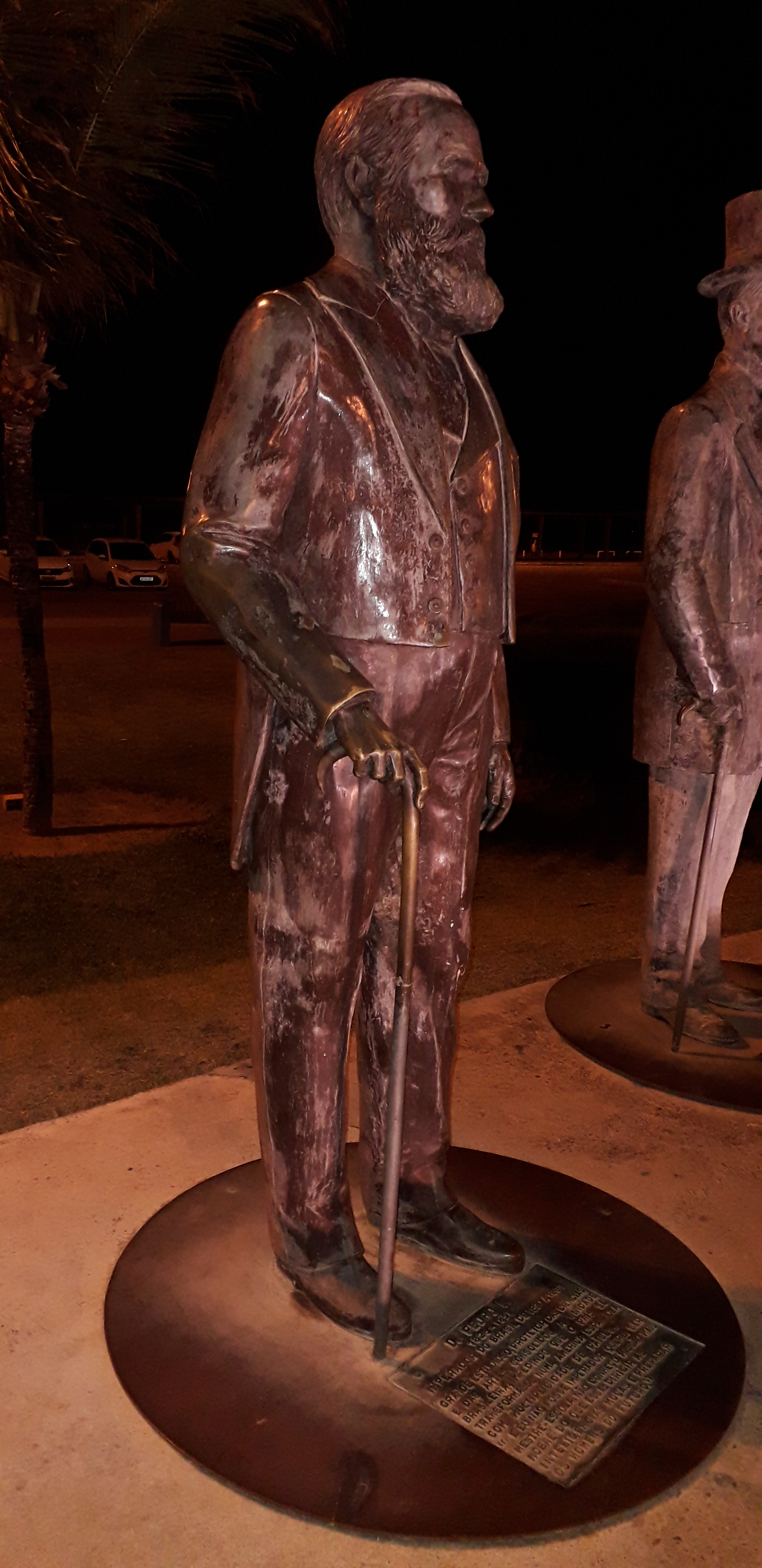
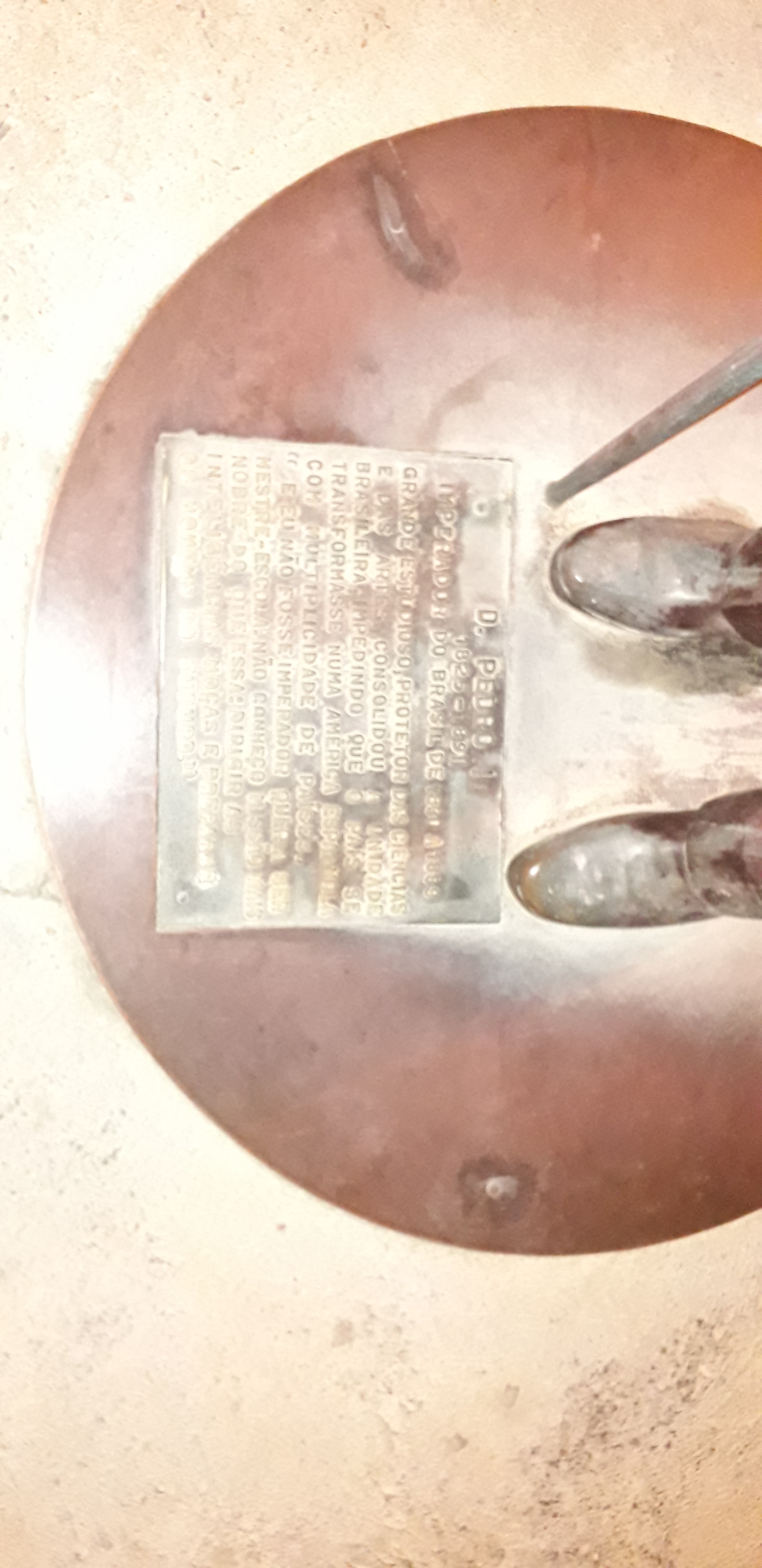
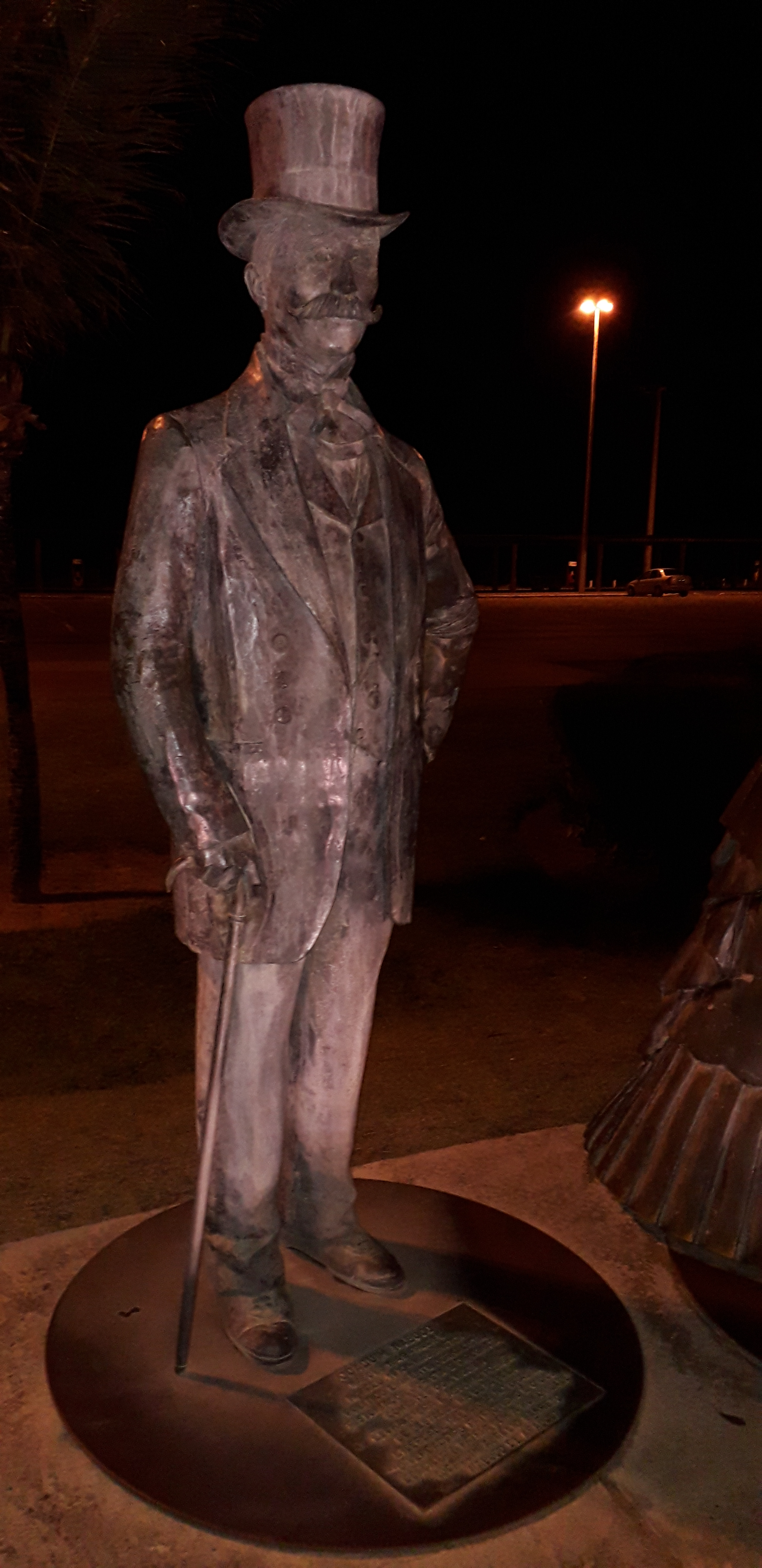
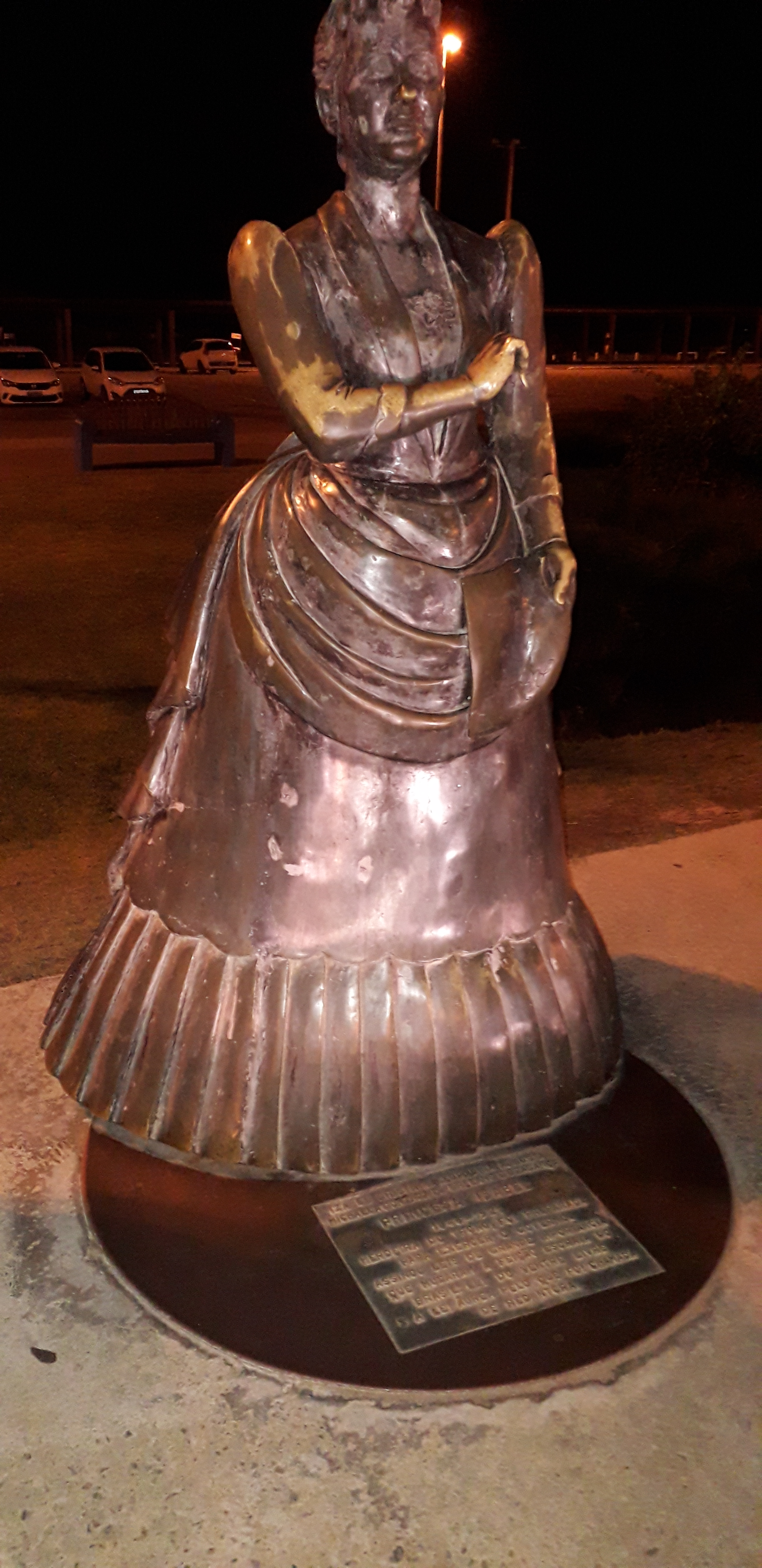
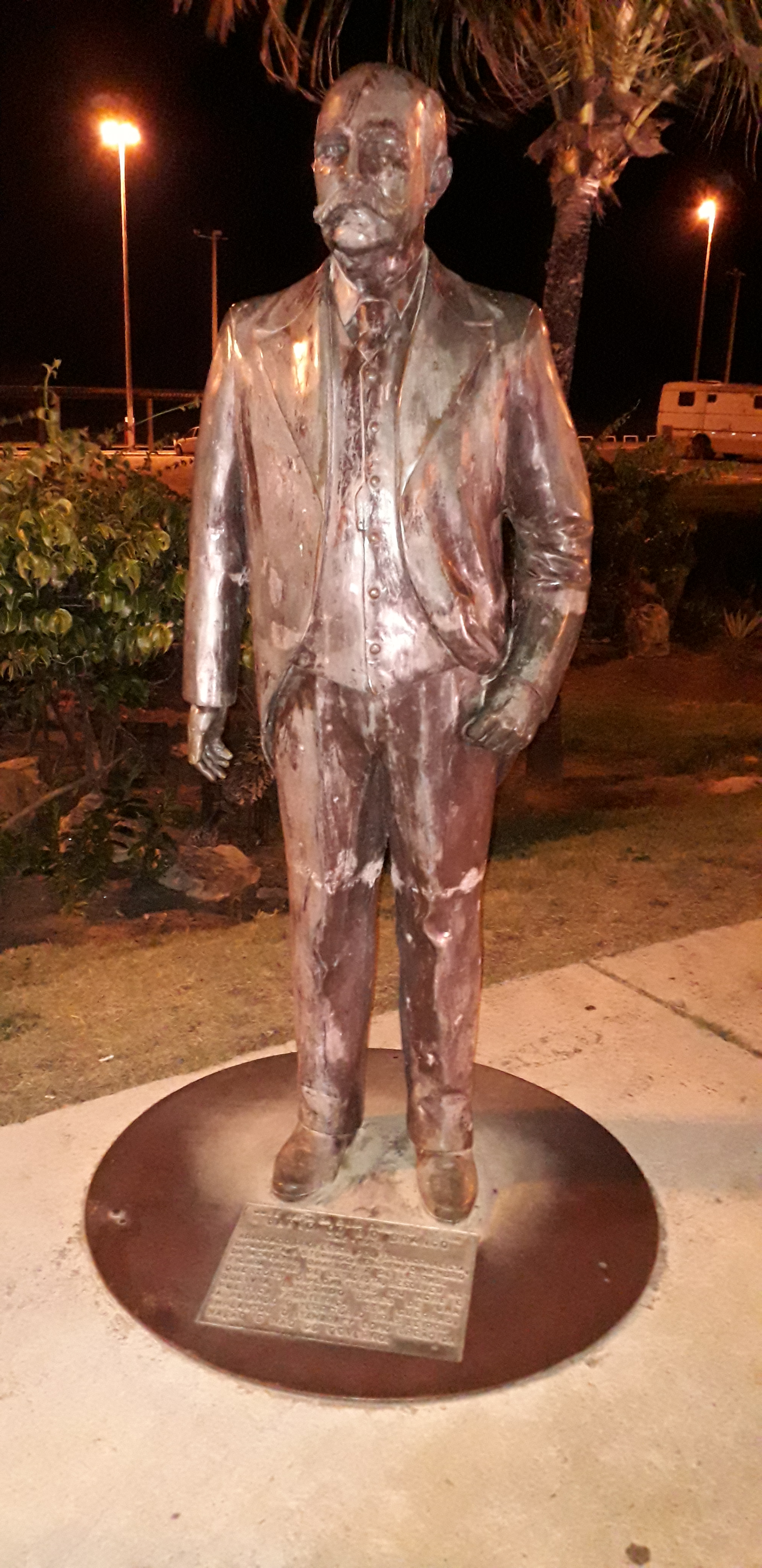
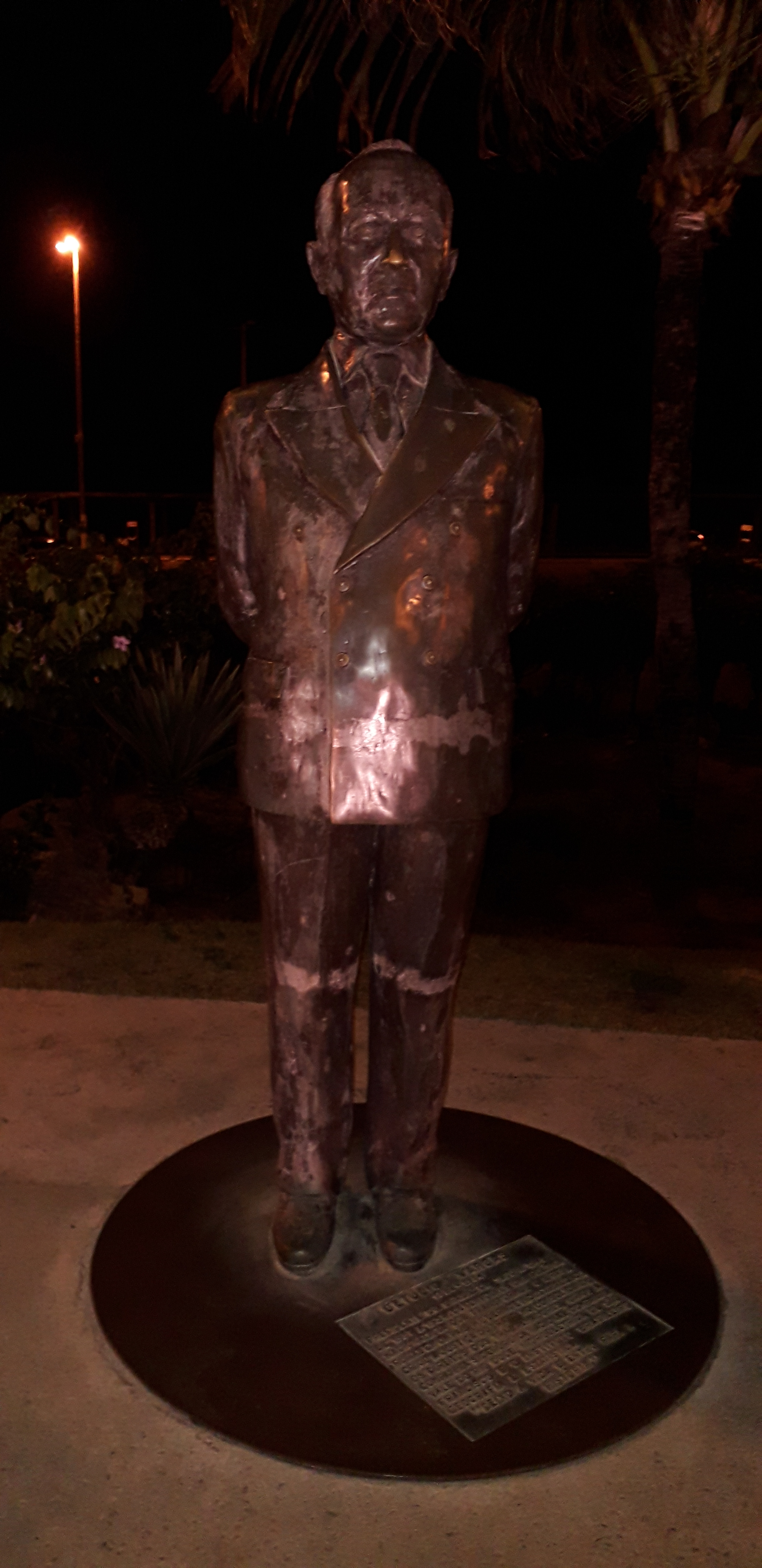
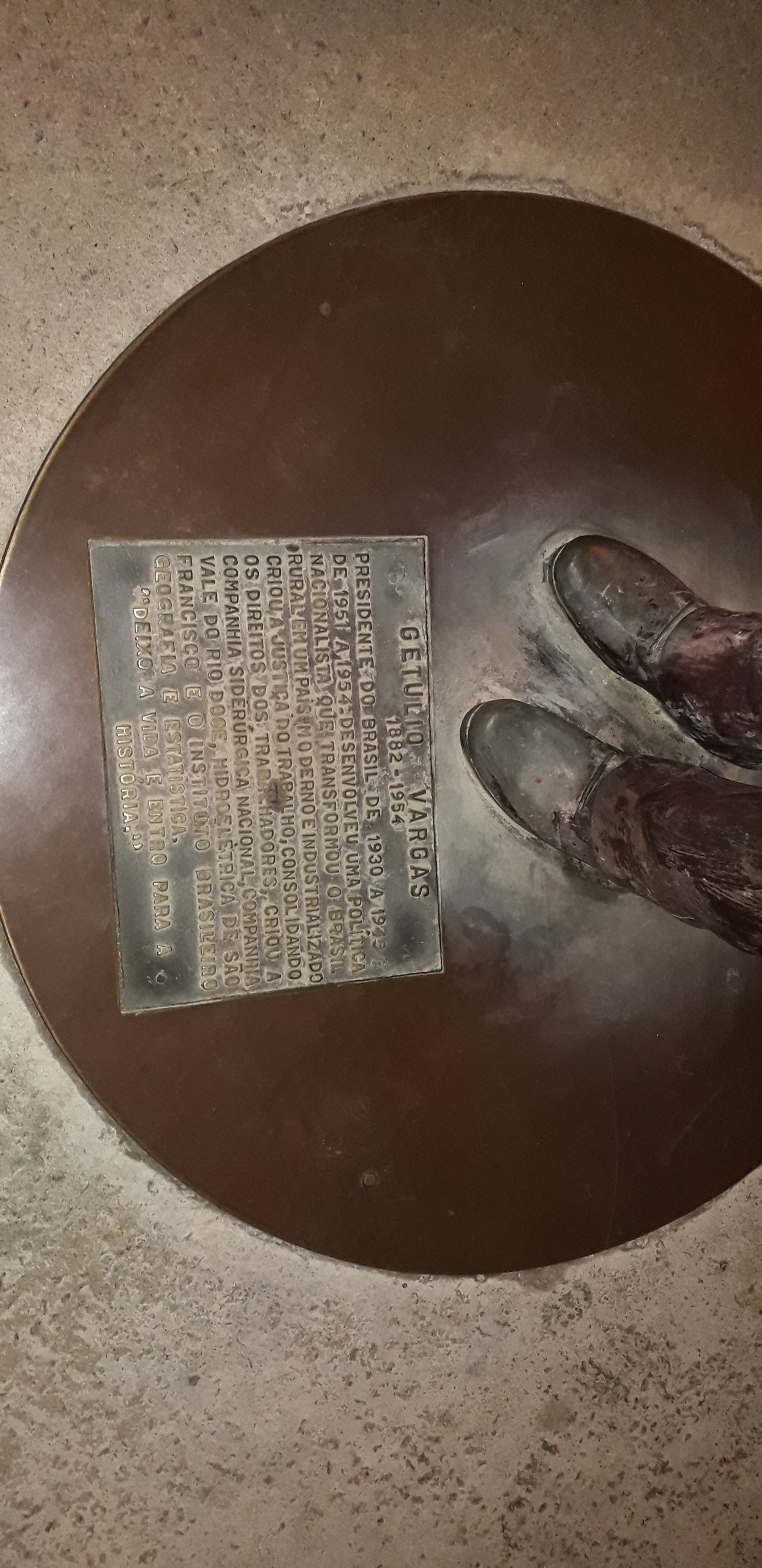
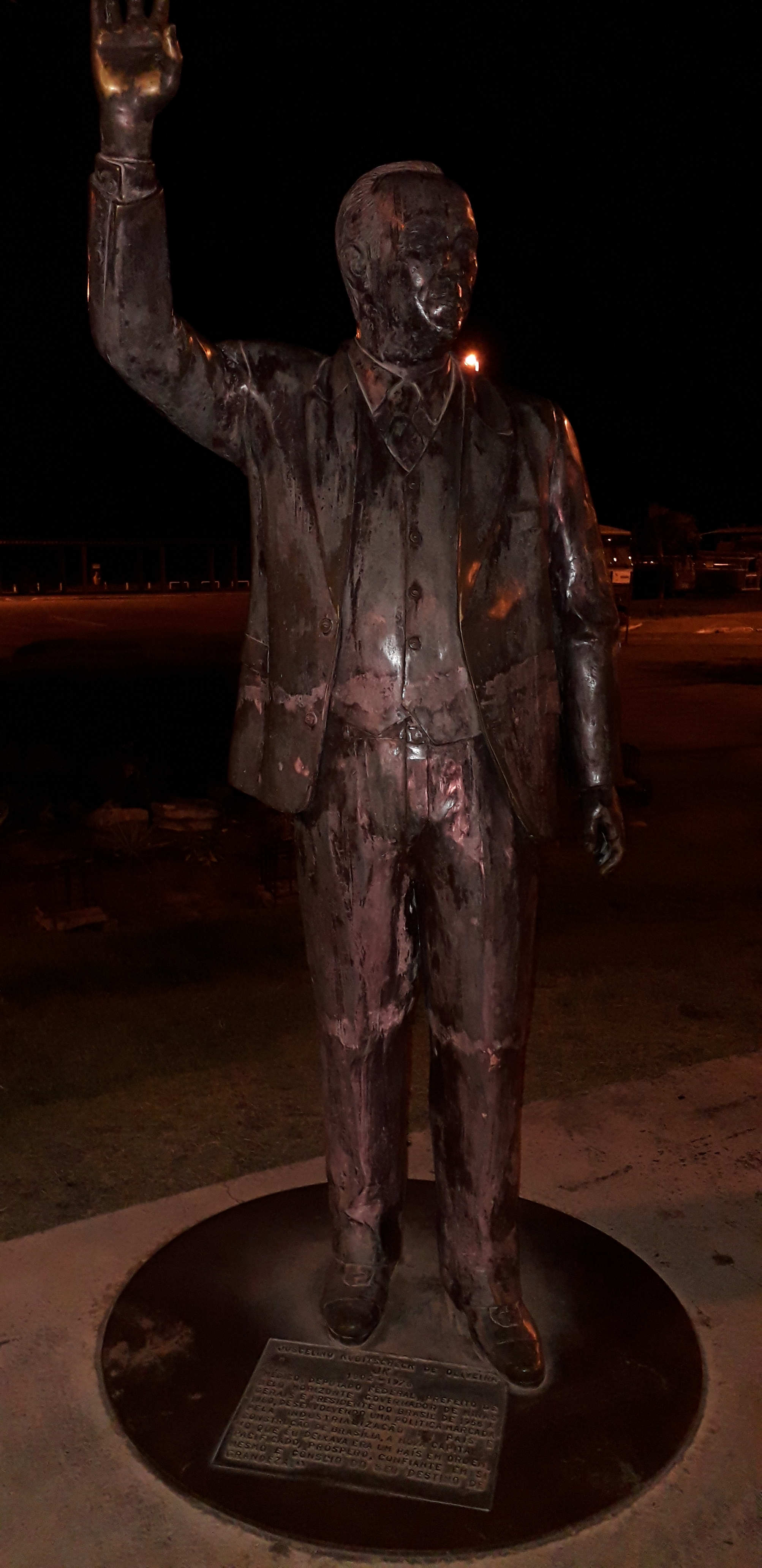
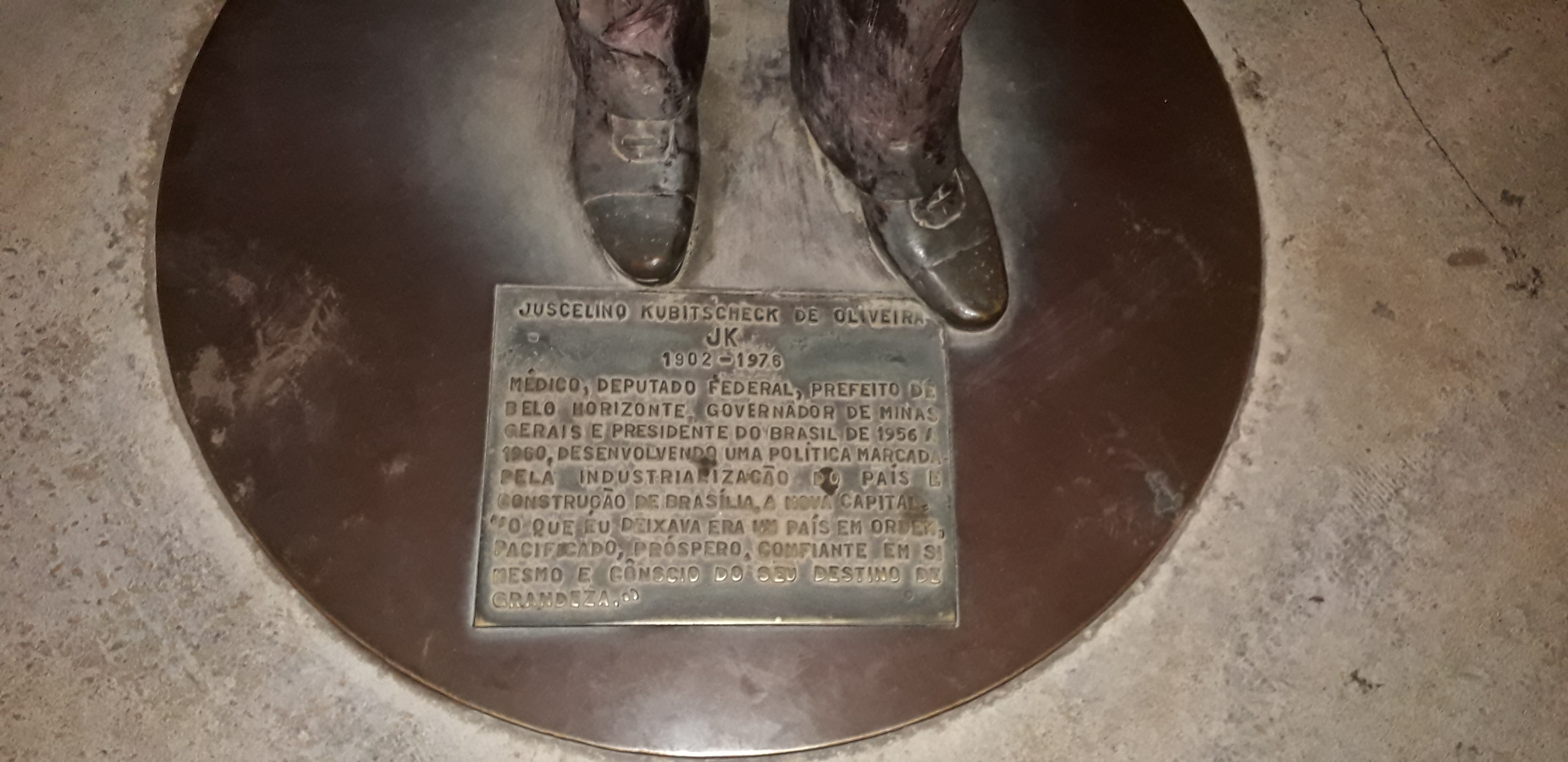
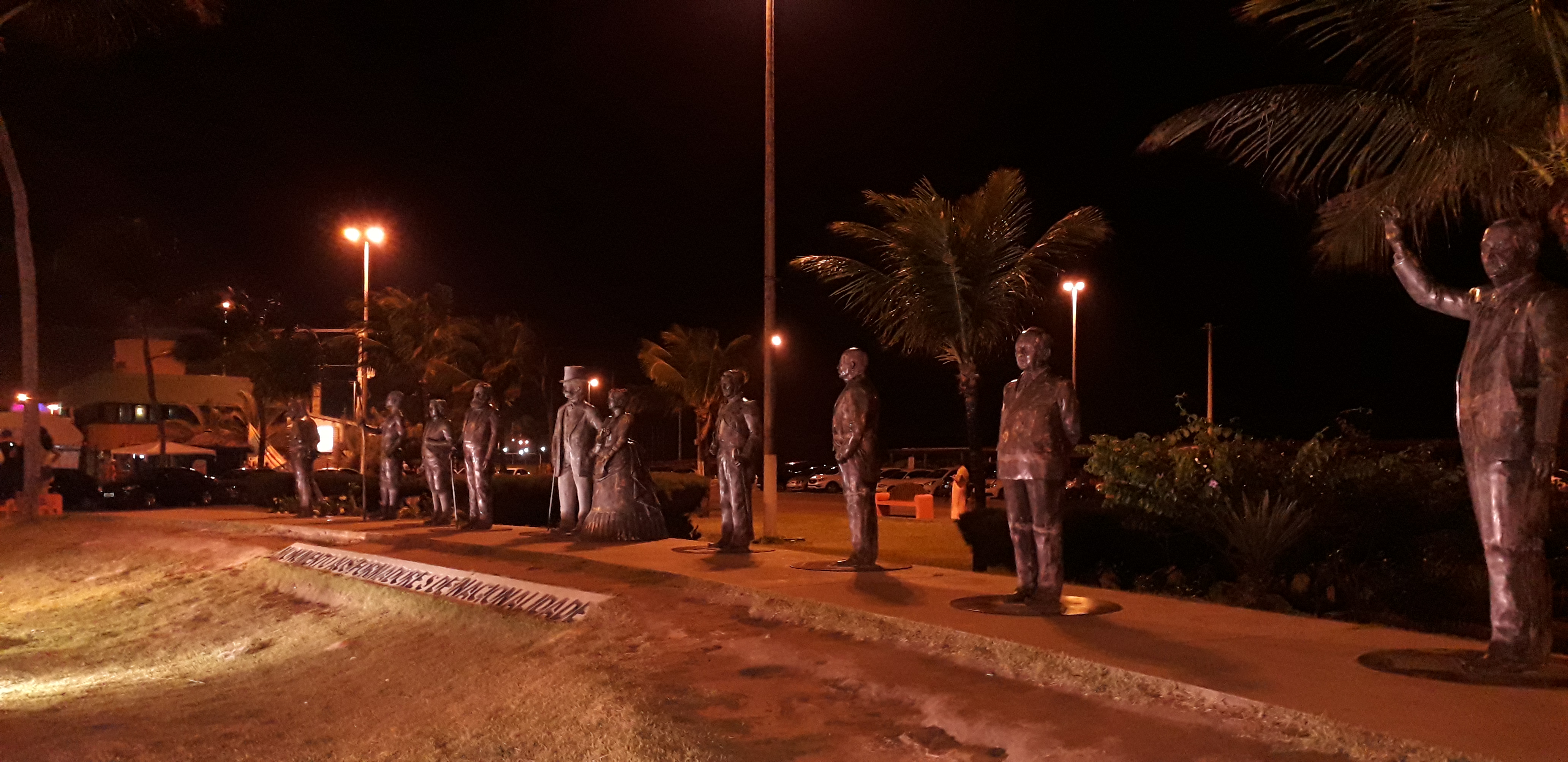